# Neognophomyia sparsiseta
Neognophomyia sparsiseta is een tweevleugelige uit de familie steltmuggen (Limoniidae). De soort komt voor in het Neotropisch gebied.